# Susumu Terajima
Susumu Terajima (jap. 寺島進 Terajima Susumu; ur. 12 listopada 1963 w Tokio w Japonii) – japoński aktor, znany również pod pseudonimem Sabu.
Jeden z ulubionych aktorów Takeshiego Kitano, Hiroyukiego Tanaki i Takashiego Miike. Najczęściej gra yakuzę.